# Callulina kisiwamsitu
Callulina kisiwamsitu là một loài ếch trong họ Brevicipitidae (trước đây xếp trong họ Nhái bầu). Nó là loài đặc hữu của Tanzania. Môi trường sống tự nhiên của chúng là các khu rừng vùng núi ẩm nhiệt đới hoặc cận nhiệt đới. Loài này đang bị đe dọa do mất môi trường sống.